# Factoría de Ficción
Factoría de Ficción è un canale televisivo privato spagnolo gestito da Mediaset España Comunicación, diffuso su varie piattaforme televisive.
Inizialmente FDF era un canale satellitare a pagamento, di cui erano soci Telecinco, Antena 3 e Globomedia, e trasmetteva soprattutto fiction.
Il canale è tornato a trasmettere regolarmente il 18 febbraio 2008 con la denominazione FDF Telecinco, in sostituzione di Telecinco Estrellas, e pochi mesi più tardi ha cambiato logo.
La sua programmazione consiste nel riproporre serie TV, fiction e film trasmessi dal gruppo Mediaset.
Tra le maggiori produzioni ritrasmesse ci sono: Médico de familia, Los Serrano, Periodistas, 7 vidas, Hospital central e soprattutto La que se avecina che occupa oltre 24 ore di programmazione settimanale.
Il 14 febbraio 2024 alle 1:33, ha iniziato a trasmettere in HD, obbligato dal regio decreto 16/2023, del 17 gennaio, che obbligava tutti i canali DTT a trasmettere in alta definizione.